# Vinko Vrbanić
Vinko Vrbanić (Novi Varoš, 1951. – Vinkovci, 2024.) je hrvatski novelist, pripovjedač i romanopisac iz Vinkovaca. Poznat je po kratkim pričama, novelama Furmani–Sokolov let i romanu Glasovi u šumi. Dobitnik je 1. nagrade za kratku priču na književnom natječaju Dr. Stjepan Kranjčić. Završio je Srednju poljoprivrednu školu u Požegi, radio na gradilištima i borio se u Domovinskom ratu.

## Žanr
Novele Furmani i Sokolov let su zbirke kratkih priča povezanih labavom narativom, ali se razlikuju po stilu i odabiru tema. Prva je o ljudima novijeg doba s dna socijalne ljestvice u urbanoj sredini, dok se druga pretežno zasniva na legendama iz hrvatske prošlosti i ima osobine povijesne fikcije. Naslov  Glasovi u šumi ima odlike "coming-of-age" romana s elementima magičnog realizma. Autor opisuje odrastanje glavnog junaka i uključuje stvarne likove i događaje koji su obilježili jedan period od presudne važnosti za državnu emancipaciju hrvatskog naroda. "Konačno smo dobili pripovjedača," kaže Zlatko Virc u Vinkovačkom listu, "koji se odmakao od tradicionalnih tema i okrenuo urbanoj sredini i vješto izbjegava srcedrapateljske sadržaje."

## Teme
Gradio je priče zasnovane na uvjerljivim, ako ne i stvarnim likovima i događajima te se, kao i njegovi postmoderni prethodnici, doticao isto tako velikih tema poput slobode, sudbine, dobra i zla, itd. U noveli Sokolov let, kratke priče opisuju sudbine običnih ljudi za vrijeme borbi između velikih imperijalnih sila tog doba stavljenim u kontekst propadanja Osmanskog Carstva. U noveli Furmani, Vrbanić propituje pojam sudbine u kratkim pričama o ljudima s dna socijalne ljestvice koji unatoč tome što neumjereno piju, doživljavaju život s posebnim optimizmom. Njegov “coming-of-age” roman Glasovi u šumi govori o odrastanju i upornoj borbi glavnog junaka za bolji život u surovim uvjetima.

## Stil
Vinko Vrbanić je pisao pučkim izričajem u razgovornom stilu. Često je upotrebljavao varijantske dublete (što/šta, domovina/otadžbina, vrt/bašta, dvorište/avlija), frazeme (mirna Bosna, obrali smo bostan, povući iz petnih žila), ali i poveći broj riječi iz već zaboravljenog vokabulara Slavonije (opatrnuti, iskrlještiti, štranjga, ćapiti), da vjernije dočara karakter junaka i atmosferu mjesta i vremena. U duhu govorne tradicije, tipično je razdvajao veća djela fikcije na kratke priče koje sadrže sve osnovne elemente dramatičke strukture, ponaosob uvod, zaplet i razrješenje.

## Priznanja
- Pohvalnica za rukopis drame "Dvadeseto pjevanje" - 36. književni natječaj HSK 2017.[13]
- Prva nagrada za kratku priču "Cvija" - književni natječaj Dr. Stjepan Kranjčić 2016.[6][14]
- Kratka priča "Rakija" uvrštena u zbornik - književni natječaj Dr. Stjepan Kranjčić 2014.[15]